# 緑泥石

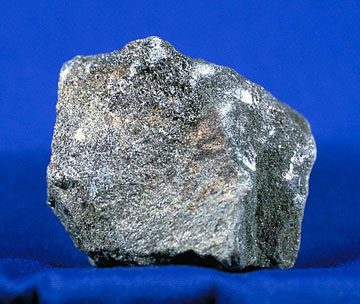
緑泥石

緑泥石（りょくでいせき、英: chlorite、クロライト）は、鉱物（ケイ酸塩鉱物）のグループ名。化学組成は (Mg,Fe,Mn,Ni)6-x-y(Al,Fe3+,Cr,Ti)y□x(Si4-xAlx)O10(OH)8、結晶系は単斜晶系または三斜晶系。

## 成分・種類
- シャモス石 (chamosite) - (Fe,Mg,Fe3+)5Al(Si3Al)O10(OH,O)8、単斜晶系
- クリノクロア (clinochlore) - (Mg,Fe)5Al(Si3Al)O10(OH)8、単斜晶系
- クーク石 (cookeite) - LiAl4(Si3Al)O10(OH)8、単斜晶系
- 斜方シャモス石 (orthochamosite)
- ペナント石 (pennantite) - (Mn,Mg)5Al(Si3Al)O10(OH)8、単斜晶系
- 須藤石 (sudoite) - Mg2(Al,Fe3+)3Si3O10(OH)6、単斜晶系

## 産出地
有色鉱物の変質により生じ、火成岩や緑色片岩（緑泥石片岩）に産する。

## 用途・加工法
トランス・エラム文明においては、緑泥石をそのまま輸出したのではなく、容器や飾板など、あらゆる製品に加工された。これらの製品を「古式」クロライト製品 (chlorite vessel) という。主たる工房は原石の採れるテペ・ヤヒヤにあった。